# Мария-Анна Австрийска (1738 –1789)
Мария Анна Йозефа Антония фон Хабсбург-Лотарингя (6 октомври 1738 – 19 ноември 1789) е австрийска ерцхерцогиня, най-голяма дъщеря на свещения римски император Франц I Стефан и императрица Мария Тереза. Мария-Анна е сестра на френската кралица Мария-Антоанета.

## Живот
Мария-Анна е родена в двореца Хофбург на 6 октомври 1738. Преди раждането на брат си, бъдещия император Йозеф II, тя е наследница на австрийския престол. Ерцхерцогиня Мария-Анна израства умна и начетена, но е болнава и има придобита спинална фузия, което проваля шансовете ѝ за брак с кралска особа. Поради това тя се замонашва и завършва живота си като игуменка на манастир за благородни дами в Прага. По-късно става игуменка на манастира в Клагенфурт, където умира на 19 ноември 1789. Близките ѝ я наричат Мариана.